# 鹿児島中央ターミナル

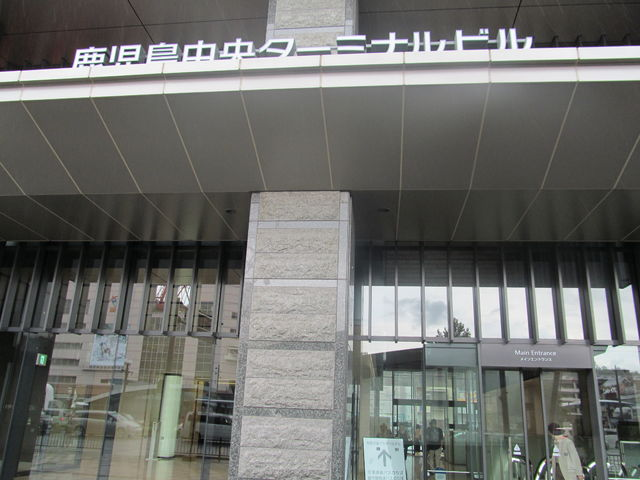
鹿児島中央ターミナルビル 表記

鹿児島中央ターミナルビル（かごしまちゅうおうターミナルビル）は、鹿児島県鹿児島市中央町にあるバスターミナル併設の高層複合ビルである。

## 概要
当ビルは、旧南国日本生命ビルの老朽化に伴い建て替えられたもので、2012年（平成24年）4月5日に竣工した。
1階には南国交通バスターミナルが設置され、高速バスで九州各地や鹿児島空港などと結ばれているほか、7 - 14階にはソラリア西鉄ホテル鹿児島が入居している。このほか、1階には地元地銀である鹿児島銀行の支店や、ローソン等の飲食・物販店、地下1階には地元飲食店街の「バスチカ」、2階には民間医療機関等、3階 - 6階には大手損保会社等のオフィス、コールセンターが入居している。

## 主な施設・テナント
B1F
- 「バスチカ」 -「かごっまふるさと屋台村」（2022年7月22日オープン）

1F
- 南国交通バスターミナル
- 鹿児島銀行中央支店[3]
- ローソン鹿児島中央バスターミナル店（旧サンクス鹿児島中央バスターミナル店）
- 南国交通トラベルサービス

2F
- 米盛中央駅クリニック
- さがら女性クリニック
- りぼん薬局

3F - 6F
- アディーレ法律事務所鹿児島支店
- ソニー生命保険鹿児島支社
- プライムアシスタンス鹿児島センター - SOMPOホールディングスのロードアシスタンス事業
- SOMPOひまわり生命保険鹿児島支社
- 損害保険ジャパン鹿児島支社・鹿児島中央支社

7F - 14F
- ソラリア西鉄ホテル鹿児島

### 過去のテナント
- トラベルカフェ鹿児島中央Reise店 1Fに開業当初から入居、2016年9月28日18時で閉店。

## 南国交通バスターミナル（愛称：Reise (ライゼ)）

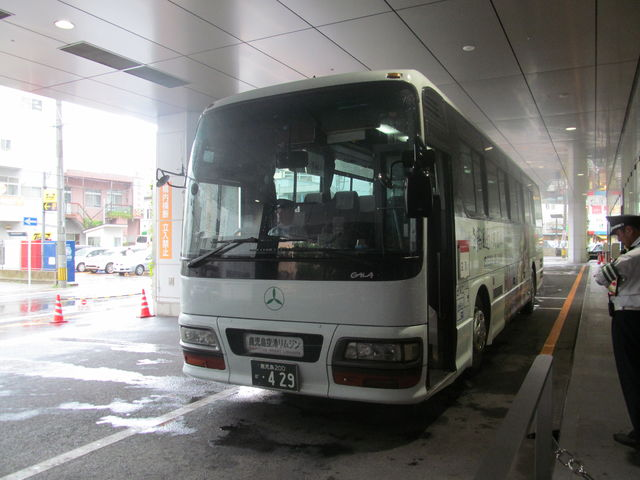
鹿児島空港連絡バス（いわさきバスネットワーク）

当ビル1階に設置されている、南国交通が運営するバスターミナル。当ターミナルからは、鹿児島市内と県外を結ぶ高速バス全ての路線と鹿児島空港連絡バス（九州自動車道経由）などが発着している。なお、南国交通の鹿児島市内・近郊路線は鹿児島中央駅構内より発着するため当ターミナルへは乗り入れていない。

### 1番のりば
- エアポートシャトル・エアポートリムジン： 鹿児島空港連絡バス（九州道経由）〈南国交通・鹿児島交通〉

### 2番のりば
- 桜島号： 福岡（天神高速BT、博多BT）方面〈南国交通・鹿児島交通・鹿児島交通観光バス・西日本鉄道・JR九州バス〉
- きりしま号： 熊本（桜町BT）方面〈南国交通・鹿児島交通・九州産交バス〉

### 3番のりば
- 南国交通観光（まごころツアー）
- SHIROYAMA HOTEL kagoshima・シェラトン鹿児島行

### 4番到着口
降車専用

### 過去の乗り入れ会社
- さつま号： 大阪（阪急三番街高速バスターミナル）方面 〈阪急観光バス〉 - 2012年9月運行休止
- 鹿児島ドリーム広島号 ： 広島（広島バスセンター、広島駅新幹線口）方面（夜行便で期間限定運行[4]）〈JR九州バス・中国JRバス〉[5] - 2017年5月7日の運行期間終了を以って廃止
- トロピカル号 ： 大分（大分駅前）方面〈大分バス〉 - 2018年3月31日をもって運行休止
- ランタン号： 長崎（長崎駅前交通会館）方面〈南国交通・長崎県営バス〉 - 2020年3月31日をもって運行廃止
- はまゆう号： 宮崎（宮交シティ、宮崎駅前BC）方面 〈南国交通・宮崎交通〉 - 2021年3月31日を以って運行休止

### 設備・施設
バスのりばと待合室はガラスで完全に仕切られており、待合室内には以下の施設・設備がある。
- バスカウンター
- 自動券売機
- トイレ
- コインロッカー
- 飲料・スナック菓子自動販売機